# SCロートヴァイス・オーバーハウゼン
SCロート＝ヴァイス・オーバーハウゼン（SC Rot-Weiß Oberhausen）は、ドイツのオーバーハウゼンを本拠地とするサッカークラブ。

## タイトル

### 国内タイトル
なし

### 国際タイトル
なし

## 近年の成績
- 2007-2008 レギオナルリーガ北部 2位 昇格
- 2008-2009 ブンデスリーガ2部 9位
- 2009-2010 ブンデスリーガ2部 14位
- 2010-2011 ブンデスリーガ2部 17位 降格
- 2011-2012 ブンデスリーガ3部 19位 降格